# کوه بوگنگ
کوه بوگنگ (Bogong) که در پارک ملی آلپاین قرار دارد و بخشی از کوه‌های هایلندز شرقی است. کوه بوگانگ (بوگُنگ) بلندترین کوه در منطقه ویکتوریای استرالیا است و بلندی آن به ۱۹۸۶ متر بالاتر از سطح دریا می‌رسد.
نزدیک‌ترین شهر به بوگنگ، مونت بیوتی است. کوه بوگنگ یکی از مکان‌های محبوب برای اسکی کوهستان در زمستان است اما فقط در ماه‌های میانی زمستان و بهار پوشیده از برف است. فاصله آن تا شهر مونت بیوتی (ویکتوریا) ۳۰ کیلومتر است. پیست‌های اسکی فالز کریک، ویکتوریا و کوه هوتام نیز به آن نزدیکند. چادر زدن تا خط رویش درختان امن است اما بالاتر از آن خطر دارد.
در مسیر سیخ پلکانی پناهگاه‌های اضطراری تعبیه شده است.

## وجه تسمیه
بوگنگ در یکی از زبان‌های غیربومی استرالیا به شاپرک‌هایی گفته می‌شود که در این منطقه فراوان بوده است. از این رو این کوه را بوگنگ نامیده‌اند.

## گیاهان و جانوران منطقه
در شیب‌های ارتفاعات پایین زبان گنجشک آلپی یافت می‌شود که این پوشش تا ارتفاع ۱٬۳۰۰ متری وجود دارد.
شاپرک‌هایی که در کوه بوگونگ زندگی می‌کنند تابستان‌ها در غارها می‌خوابند تا از کم‌آبی در امان بمانند.